# Mahmoud Jalal
Mahmoud Jalal, né en 1911 à Tripoli et mort en 1975 à Damas, est un artiste, peintre et sculpteur syrien né en Libye. Il figure parmi les pionniers du mouvement d'art moderne syrien.
Dans un article, le critique d'art Tariq Al-Sharif considère que Jalal est « un pionnier du mouvement artistique syrien », visant un niveau artistique élevé, et qu'il est « resté jusqu'à la fin fidèle à ses principes ».
Lors d'une exposition rétrospective de Mahmoud Jalal en 1993 au Musée national de Damas, Tariq Al-Sharif, alors directeur de la Direction des beaux-arts, qualifie Jalal non seulement d'artiste mais aussi « de formateur de plusieurs générations d'artistes, et de personnalité éminente au sein du mouvement artistique syrien ». 

## Vie et œuvre
De 1935 à 1939 Mahmoud Jalal étudie la peinture à l'Académie des beaux-arts de Rome en Italie, où il obtient son diplôme. Durant cette période il suit aussi des cours de sculpture à Rome. Ensuite, Jalal retourne au pays pour y enseigner l'art. En 1950 il est un des membres fondateurs de la Société Syrienne. Il participe à la création de la faculté des beaux-arts de l'Université de Damas en 1960, où il enseignera et dont il deviendra doyen jusqu'en 1970. Il est également membre fondateur de l'Association des artistes syriens.
Ses œuvres ont été et continuent d'être exposées en Syrie et à l'étranger. Plusieurs de ses œuvres font partie des collections d'art contemporain du Musée national de Damas.
Avant sa disparition, il s'engage dans des projets de création de fondations artistiques et académiques et le développement d'instituts artistiques locaux.